# Bart Tommelein
Bart Joris Tommelein (Oostende, 4 mei 1962) is een voormalig Belgisch politicus voor de Open Vld. Tussen januari 2019 en december 2024 was hij burgemeester van Oostende.

## Levensloop

### Jeugd
In 1984 studeerde hij af aan het Hoger Instituut voor Bedrijfsopleiding in Gent als gegradueerde toegepaste communicatie. Hij kreeg van thuis uit een Vlaamsgezinde opvoeding.

### Anhyp/AXA en Volksunie
Na zijn studies ging hij van 1984 tot 1985 aan de slag als publiciteitscoördinator bij het Media Center Oostende. Vervolgens was hij van 1985 tot 1998 achtereenvolgens bediende, kantoordirecteur en verkoopleider bij Anhyp.
Omstreeks deze periode was hij reeds politiek actief bij de Vlaams-nationalistische Volksunie. Zo was hij van 1985 tot 1990 voorzitter van de Volksunie Jongeren (VUJO). Van 1989 tot 1990 was hij een eerste maal gemeenteraadslid van Oostende voor deze partij en van 1990 tot 1992 was hij provinciaal voorzitter van de VU-afdeling van West-Vlaanderen. Toen hij in 1992 verkoopleider werd bij Anhyp, trok hij zich tijdelijk terug uit de politiek.
In 1995 werd hij regiodirecteur bij Anhyp. In deze hoedanigheid was hij van nabij betrokken bij de fusie tussen Anhyp en Ippa Bank in 1998-1999 tot AXA, die het verlies van 478 arbeidsplaatsen veroorzaakte. Vervolgens promoveerde hij tot distributiedirecteur bij deze verzekeringsmaatschappij en vermogensbeheerder, een functie die hij uitoefende van 1998 tot 2000.

### Vlaamse Liberalen en Democraten
In 1999 sloot hij zich aan bij de liberale VLD en in 2000 ging hij aan de slag op het kabinet van toenmalig minister-president Patrick Dewael. Eerst was hij van 2000 tot 2001 raadgever en vervolgens van 2001 tot 2003 woordvoerder. Na de lokale verkiezingen van 2000 werd hij ook opnieuw gemeenteraadslid van Oostende.
Bij de verkiezingen van 2003 werd Tommelein verkozen in de Kamer van volksvertegenwoordigers. Hij behaalde 10.572 voorkeurstemmen vanop de vierde plaats. Vanuit deze hoedanigheid werd hij ook lid van de Raadgevende Interparlementaire Beneluxraad, wat hij bleef tot in 2014. Van 2009 tot 2010 was hij korte tijd voorzitter en van 2011 tot 2014 ondervoorzitter van deze assemblee.
Zowel bij de lokale verkiezingen van 2006 als bij de federale verkiezingen van 2007 werd hij opnieuw verkozen. Bij deze laatste verkiezingen behaalde hij 16.220 voorkeurstemmen vanop de derde plaats. Begin 2007 werd Tommelein voorzitter van de gemeenteraad in Oostende, wat hij bleef tot in 2012, en daarnaast was hij van 2007 tot 2009 fractievoorzitter in de Kamer. In het voorjaar van 2009 was hij voorzitter van de parlementaire onderzoekscommissie die zich boog over de naleving van de scheiding der machten in het Fortis-dossier. Datzelfde jaar werd hij verkozen tot voorzitter van de Beneluxraad (IPR).
Bij de Vlaamse verkiezingen van 7 juni 2009 trok hij de West-Vlaamse Open Vld-lijst en werd hij met 26.188 voorkeurstemmen verkozen. Bijgevolg maakte hij de overstap naar het Vlaams Parlement. Tussen midden juli 2009 en begin januari 2013 werd hij door het Vlaams Parlement aangewezen als gemeenschapssenator in de Senaat. Daar werd hij van 2009 tot 2013 ook Open Vld-fractievoorzitter. Sinds 6 juni 2010 mag hij zich ridder in de Leopoldsorde noemen. In 2011 verruilde hij het voorzitterschap van de IPR voor het ondervoorzitterschap van hetzelfde orgaan.
In de zomer van 2011 kwam het tot een klein incident met Jan Peumans toen hij deze een muilkorf gaf wegens een afgewezen interpellatie in de commissie Media. In maart 2012 toonde hij zich verontwaardigd over het feit dat de gemeenschapssenatoren vijf procent zouden inleveren op hun loon in het kader van de besparingen. Vooral de ongelijkheid die hiermee gecreëerd werd ten opzichte van de "gewone" Vlaams Parlementsleden, noemde hij ongehoord. Hij cumuleerde in 2011 twaalf mandaten, waarvan zes bezoldigde. Eveneens dat jaar diende hij een wetsvoorstel in dat de verkoop van alcohol in nachtwinkels en snelwegshops verbiedt tussen middernacht en 6 uur 's morgens. Dit voorstel kon rekenen op de steun van Horeca Vlaanderen, maar niet op die van het NSZ en Unizo.
In 2012 was hij bij de gemeenteraadsverkiezingen lijsttrekker te Oostende. Onder de slogan De weg uit het rood voerde hij een harde verkiezingscampagne tegen de sp.a en stelde hij zich kandidaat-burgemeester van een coalitie zonder de sp.a. Dit was opmerkelijk aangezien ze de vorige legislatuur coalitiepartners waren. Tommeleins lijst behaalde 6.240 stemmen (13,43% - een verlies van 2,64%), goed voor zes zetels. Ondanks de campagne ging Open Vld toch weer in zee met sp.a en CD&V voor het nieuwe college. Tommelein zelf behaalde 2.151 voorkeurstemmen. In het nieuwe college werd hij begin 2013 eerste schepen, wat hij bleef tot in 2014. Hierdoor nam hij ontslag uit de Senaat, waar hij werd opgevolgd door Jean-Jacques De Gucht. Na het einde van zijn schepenambt was hij van 2014 tot 2018 opnieuw voorzitter van de Oostendse gemeenteraad.
Op 16 september 2013 werd hij aangesteld als fractieleider in het Vlaams Parlement, nadat Sas van Rouveroij ontslag nam uit die functie. Hij bleef de Open Vld-fractie voorzitten tot het einde van de legislatuur.
Ook na de volgende Vlaamse verkiezingen van 25 mei 2014 bleef hij Vlaams volksvertegenwoordiger en werd hij eind juni 2014 opnieuw aangeduid als Open Vld-fractievoorzitter, tot hij op 11 oktober 2014 de overstap naar de federale regering-Michel I maakte als staatssecretaris voor Bestrijding van de Sociale Fraude, Privacy en Noordzee, toegevoegd aan de minister van Sociale Zaken en Volksgezondheid (Maggie De Block). In het Vlaams Parlement werd hij opgevolgd door Emmily Talpe.
Op 4 mei 2016 werd hij viceminister-president en minister van Financiën, Begroting en Energie in de Vlaamse regering-Bourgeois in opvolging van Annemie Turtelboom, nadat hij twee dagen eerder ontslag had genomen als federaal staatssecretaris. Philippe De Backer nam de functie van Tommelein als staatssecretaris over. Als minister van energie was hij een groot pleitbezorger van zonnepanelen. Als aanmoediging beloofde hij dat wie in zonnepanelen investeerde zeker 15 jaar kon genieten van een zogeheten "terugdraaiende teller", een systeem waarbij de (analoge) verbruiksmeter achteruit draait als iemand zelf energie op het elektriciteitsnet zet. De digitale meter die de analoge meter moet vervangen, werkt niet volgens dit principe, maar de regering beloofde toch het oude voordeel nog toe te kennen. Er rezen al meteen twijfels over de juridisch haalbaarheid. Het Grondwettelijk Hof vernietigde in 2021 deze beslissing wegens bevoegdheidsconflicten, waardoor bezitters van zonnepanelen die moeten overstappen op een digitale meter zich bedrogen voelden en Tommelein mee verantwoordelijk werd geacht voor het afgekeurd wetgevend kader.
Na de gemeenteraadsverkiezingen van 14 oktober 2018 sloot Tommelein een coalitie tussen Open Vld, N-VA, Groen en CD&V in Oostende. Van 1 januari 2019 tot  in 2024 was hij burgemeester van de stad. Op 31 december 2018 nam hij hierdoor ontslag als Vlaams minister. Lydia Peeters volgde hem enkele dagen later op als Vlaams minister, partijgenoot Sven Gatz nam de functie van viceminister-president over. Ook werd Tommelein opnieuw Vlaams Parlementslid. Als lijsttrekker in West-Vlaanderen was hij opnieuw kandidaat voor het Vlaams Parlement bij de verkiezingen van 26 mei 2019. Hij werd opnieuw verkozen en werd vervolgens vierde ondervoorzitter in het Vlaams Parlement.
Eind december 2019 stelde hij zich kandidaat voor het voorzitterschap van zijn partij. In de eerste ronde van de voorzittersverkiezingen van Open Vld behaalde hij slechts 29,74 procent, terwijl zijn belangrijkste tegenkandidaat Egbert Lachaert met 61,03 procent van de stemmen verkozen werd tot partijvoorzitter.
Na het aflopen van zijn mandaat als Vlaams Parlementslid in juni 2024 besloot Tommelein uit de nationale politiek te stappen. Ter ondersteuning van zijn partij aanvaardde hij voor de verkiezingen van juni 2024 wel een onverkiesbare plaats op de lijst voor het Europees Parlement.
Bij de lokale verkiezingen van oktober 2024 probeerde hij in kartel met Groen en CD&V onder de naam 'Trots op Oostende' zijn burgemeestersambt te verlengen, maar de lijst werd electoraal afgestraft; het kartel strandde op 19,7 procent van de stemmen en behaalde slechts bijna de helft van de score van zijn voornaamste uitdager Vooruit, met John Crombez als kandidaat-burgemeester. Tommelein besloot op de avond van de verkiezingen de actieve politiek te verlaten en nam zijn zetel in de gemeenteraad niet op. In december 2024 volgde Crombez hem op als burgemeester van Oostende. Vervolgens richtte Tommelein een consultancybedrijfje op en ging hij begin 2025 aan de slag als strategisch adviseur bij Growth Inc, een bureau voor strategische communicatie.

### Privé
Hij is getrouwd en heeft vijf kinderen; drie uit een vorig huwelijk en twee in zijn huidig huwelijk. Hij is ook (ere)lid van het Willemsfonds, het Liberaal Vlaams Verbond en het Liberaal Vlaams Studentenverbond.

## Trivia
In 2020 nam Tommelein deel aan The Masked Singer als "Monster". Hij viel af in de eerste aflevering.